# Pakkerejse-Ankenævnet
Pakkerejse-Ankenævnet er en privat dansk klageinstans, som udelukkende behandler forbrugerklager over pakkerejser og indkvartering i udlandet dog med den betingelse af at tjenesteydelsen er blevet købt hos en dansk rejsearrangør/virksomhed registreret i Rejsegarantifonden. Alle rejsearrangører, der er registreret i Rejsegarantifonden er automatisk tilsluttet Pakkerejse-Ankenævnet, mens dansk etablerede erhvervsdrivende, som ikke er registreret i fonden, selv har mulighed for at tilslutte sig ankenævnet. Andre arbejdsopgaver vedrører råd og vejledning af rejsebureauer og forbrugere ved rejser, som ikke nødvendigvis lever op til de oprindelige forventninger. Ved en sags indbringelse opkræver Pakkerejse-Ankenævnet et gebyr, som imidlertid tilbagebetales, hvis klageren får helt eller delvist medhold i klagen, hvis sagen trækkes tilbage inden behandling (i tilfælde af forlig), eller hvis den afvises som uegnet til behandling.
Ankenævnets aktiviteter finansieres af Rejsegarantifonden, der ligeledes stiller sekretariatet officielt beliggende i Holte til rådighed. Bag ankenævnet, som er oprettet og godkendt i henhold til loven om forbrugerklager af Økonomi- og Erhvervsministeriet, står de to landsdækkende organisationer indenfor rejsebranchen, Danmarks Rejsebureau Forening (DRF) og Rejsearrangører i Danmark (RID), samt den uafhængige forbrugerorganisation Forbrugerrådet. De samme organisationer, hvis medlemmer er forpligtet til at opfylde klagenævnets kendelser, udpeger sammensætningen af ankenævnets bestyrelsesmedlemmer, bestående af en formand (en dommer; pr. 2008 bestrides posten af landsdommer Otto Hedegaard Madsen, Østre Landsret), samt fire andre repræsentanter (2 medlemmer samt 2 suppleanter udpeget af Forbrugerrådet, 1 medlem samt 1 suppleant udpeget af RID og 1 medlem samt 1 suppleant af DRF). Såfremt ankenævnets endelige afgørelser ikke følges, kan klageren hente hjælp hos Forbrugerstyrelsen, der kan udtage stævning mod den anklagede virksomhed.

## Ankenævnets historie
Et sagkyndigt klage- og ankenævn med repræsentation fra både Forbrugerrådet og rejsebranchen blev som udgangspunkt etableret i 1967 under navnet Rejsebureauankenævnet til at afklare uoverensstemmelser mellem erhvervsdrivende og forbrugere på rejseområdet. Dette ankenævn blev sidenhen afløst af Ankenævnet for Flypakkerejser. I efteråret 1990 valgte Forbrugerrådet sammen med to af rejsebranchens organisationer, Rejsearrangører i Danmark og Danmarks Rejsebureau Forening, at etablere et nyt ankenævn under navnet Rejse-Ankenævnet (forkortet RAN), som påbegyndte sit arbejde den 1. januar 1991. Rejse-Ankenævnet var i sin tid godkendt af Ministeriet for Familie- og Forbrugeranliggender, der blev nedlagt i forbindelse med regeringsdannelsen i november 2007. En revidering af loven (nr. 207 af 29. marts 2004), der står oprettelsen bag Rejsegarantifonden, medførte at institutionen med virkning fra den 1. oktober samme år fik ansvaret for at skulle finansiere og stille sekretariatsbistand til rådighed for ankenævnet, men beholder til gengæld eventuelle indtægter i form af sagsomkostningsbeløb pålagt de erhvervsdrivende og klagegebyrerne fra forbrugerne.
Det nuværende pakkerejseankenævn blev etableret af organisationerne: Forbrugerrådet, Danmarks Rejsebureau Forening og Rejsearrangører i Danmark med virkning fra og med den 1. april 2008 og er en direkte videreførelse på strukturen af det forhenværende Rejse-Ankenævnet, nuværende struktur er fra 1992 og hvis grundlag senest genforhandledes i 2003 (jævnfør lov nr. 456 af 10. juni 2003), da nye krav fra Forbrugerstyrelsen for rammerne for private Ankenævn skulle indføres. Det tidligere ankenævn, som grundlæggende set fortrinsvist har foretaget et navneskifte, fungerede også som objektiv instans i forbindelse med kundernes klager vedrørende transportydelser, der udgik fra Danmark til udlandet med fly, bus og tog, opgaver der nu alle er blevet overtaget af henholdsvis Forbrugerklagenævnet (fra og med den 1. april 2008) eller Statens Luftfartsvæsen (SLV). Den nye aftale medfører, at det alene er rejsebureauernes egne sager omhandlende pakkerejser (dvs. sammensat af to ydelser såsom transport, indkvartering eller anden turistmæssig ydelse som f.eks. biludlejning, tur, fest el.lign.) eller indkvartering i udlandet (hotelophold, leje af campingvogn/mobilhome eller leje af sommerhus) og med fokus på rejsebureauernes ansvar, som behandles i ankenævnet.
Den ene af ankenævnets tre stifterne, Danmarks Rejsebureau Forening, opsagde den 31. marts 2007 vedtægterne for Rejse-Ankenævnet til ophør med udgangen af marts 2008 med det formål at skære ned på nævnets hidtidige arbejdsopgaver og kompetencer, hvilket banede vejen for oprettelsen af det nuværende ankenævn for rejsebranchen. Begrundelsen for denne opsigelse var ønsket om en reduktion af omkostningerne til drift af ankenævnet gennem en reduktion af mængden af sager, man tog imod. Omstruktureringer og rationaliseringer inden for specielt luftfartsbranchen medførte at mængden af klager, der alene omhandlede flytransport – herunder flyforsinkelser og bagageproblemer – gennem årene blev kraftigt tiltagende og udgjorde næsten hver tredje klage, hvorved klageinstansens arbejde belastedes, samtidig med at de omhandlede luftfartsselskaber ikke i ønskværdigt omfang efterlevede nævnets afgørelser og rettede op på problemernes omfang. Rejsebureauer, som var tilsluttet Danmarks Rejsebureau Forening, havde pligt til at følge klagenævnets afgørelse, mens det stod flyselskaberne frit for eftersom de stod udenfor Rejseankenævnet og der ikke fandtes en samlende branche for flyselskaberne. Til trods for længerevarende forhandlinger inden ikrafttrædelsen af det nye klagenævn kunne repræsentanter for rejse- og flybranchen ikke nå til enighed omkring en aftale med de danske flyselskaber og deres deltagelse i en samlet finansieringsordning for udgifterne til driften og håndteringen af det stigende antal "flight-only"-sager (kun køb af flybilletter), der udelukkende vedrørte deres eget område (klager over flyrejser) – eksempelvis gennem stiftelsen af et fælles "flyrejseankenævn".

## Ekstern kilde/henvisning
- Pakkerejse-Ankenævnets officielle hjemmeside

| Fonde | Spire Denne artikel om en fond, legat eller stiftelse er en spire som bør udbygges. Du er velkommen til at hjælpe Wikipedia ved at udvide den. |